# Древни села в Южен Анхуей - Сиди и Хунцун
Древни села в Южен Анхуей – Сиди и Хунцун (на китайски: 皖南古村落－西递、宏村) е обект на Световното наследство на ЮНЕСКО в провинция Анхуей, източен Китай.
Той включва селата Сиди и Хунцун, които са запазени до голяма степен в традиционния си вид като образец на китайската селска архитектура и градоустройство. Двете селища са построени от успешни чиновници и търговци, върнали се в родния си край. В тях са запазени стотици жилищни и обществени сгради от епохите Мин и Цин.